# Josef Popelka
Josef Popelka (* 24. prosince 1954) je český varhaník.
Absolvoval Konzervatoř P. J. Vejvanovského v Kroměříži a Hudební fakultu AMU v Praze (Jiří Reinberger, Jan Hora, Milan Šlechta). Získal ceny na mnoha soutěžích, především 2. cenu a titul laureáta z Mezinárodní interpretační soutěže Pražského jara v roce 1979. Pro Panton natočil Bachovu Hudební obětinu - tento snímek byl oceněn "Zlatým štítem Pantonu" a pro firmu Bonton pak realizoval nahrávku Umění fugy. Nyní je pedagogem Pražské konzervatoře a Hudební fakulty AMU v Praze.